# Metrodoro de Quíos
Metrodoro de Quíos, en griego antiguo: Μητρόδωρος ὁ Χίος; (449 a. C. - 350 a. C.), fue un filósofo griego presocrático, alumno de Democrito de Abdera, Protágoras y de Neso de Quíos. 
Se dice que fue maestro de Diógenes de Esmirna, quien a su vez enseñó a Anaxarco. Metrodoro fue además un precursor importante de Epicuro.
Metrodoro era un escéptico total. Él aceptó la teoría de Demócrito de los átomos, el vacío y la pluralidad de mundos. Según Cicerón, dijo: "No sabemos nada, no, ni siquiera lo sepamos o no", y sostuvo que "todo es para cada persona solo lo que le parece ser". Metrodoro es especialmente interesante como predecesor de Anaxarco y como enlace entre el atomismo propiamente dicho y el escepticismo posterior.
Se le atribuye la siguiente cita: "Una sola espiga de trigo en un campo grande sería tan extraña como un único mundo en el espacio infinito", Si realmente ésta fue una afirmación de Metrodoro, él optó por una cosmología que se adelantó al mundo antiguo.